# Torbjörn Sjöstrand
Torbjörn Sjöstrand, född 13 november 1954, är en svensk teoretisk fysiker och professor vid Lunds universitet. 
Sjöstrand tog sin kandidatexamen 1976 och sin doktorsexamen 1982, båda från Lunds universitet. Under sin postdoktorsperiod spenderade han en kort tid på DESY i Tyskland och Fermilab i USA. I några år var han tillbaka på Lunds universitet innan han blev en av medlemmarna i den teoretiska gruppen på CERN, 1989-1995. Därefter återvände han till Lunds universitet igen, först som forskare och sedan år 2000 som professor.
Sjöstrand är en av huvudförfattarna till PYTHIA, ett program för generering av högenergetiska fysikaliska händelser. År 2012 utmärktes han med Sakuraipriset från American Physical Society. Motiveringen löd: "For key ideas leading to the detailed confirmation of the Standard Model of particle physics, enabling high energy experiments to extract precise information about Quantum Chromodynamics, electroweak interactions and possible new physics."